# Jakačići
Jakačići – wieś w Chorwacji, w żupanii istryjskiej, w gminie Gračišće. W 2011 roku liczyła 143 mieszkańców.